# Mong Hsu
Mong Hsu é uma cidade e município do estado de Xã, no Mianmar (Birmânia).